# Cambre
Cambre ist eine spanische Gemeinde in der Autonomen Gemeinschaft Galicien. Cambre ist auch eine Stadt und eine Parroquia sowie der Verwaltungssitz der gleichnamigen Gemeinde. Die 24.781 Einwohner (Stand: 2024) leben auf einer Fläche von 40,77 km², 14 km von der Provinzhauptstadt A Coruña entfernt.

## Am Jakobsweg
Der Camino Inglés führt durch die Gemeinde.

## Gemeindegliederung
Die Gemeinde Cambre ist in zwölf Parroquias gegliedert:
| Parroquias | Patrozinium  | Einwohner 2024 | Fläche km² | Dichte Einw./km² | Höhe msnm | Ortskennzahl |
| ---------- | ------------ | -------------- | ---------- | ---------------- | --------- | ------------ |
| Anceis     | San Xoán     | 1.282          | 5,54       | 231              | 67        | 15017010000  |
| Andeiro    | San Martiño  | 281            | 2,77       | 101              | 115       | 15017020000  |
| Brexo      | San Paio     | 1.066          | 3,89       | 274              | 60        | 15017030000  |
| Bribes     | San Cibrán   | 784            | 4,40       | 178              | 33        | 15017040000  |
| Cambre     | Santa María  | 7.075          | 5,48       | 1.291            | 61        | 15017050000  |
| Cecebre    | San Salvador | 1.366          | 6,03       | 227              | 38        | 15017060000  |
| Cela       | San Xulián   | 543            | 1,06       | 512              | 22        | 15017070000  |
| Meixigo    | San Lourenzo | 198            | 1,27       | 156              | 60        | 15017080000  |
| Pravio     | San Xoán     | 904            | 2,61       | 346              | 92        | 15017090000  |
| Sigrás     | Santiago     | 1.483          | 2,77       | 535              | 17        | 15017100000  |
| O Temple   | Santa María  | 9.483          | 0,73       | 12.990           | 4         | 15017110000  |
| Vigo       | Santa María  | 274            | 4,23       | 65               | 46        | 15017120000  |

## Wirtschaft
| Ackerbau, Viehzucht und Fischerei                                                  | 089    | 00,79  |
| Industrie                                                                          | 01.297 | 011,52 |
| Bauwirtschaft                                                                      | 0911   | 08,09  |
| Dienstleistungsbetriebe                                                            | 08.959 | 062,14 |
| Total                                                                              | 11.256 | 100,00 |
| * Daten aus dem Statistischen Amt für Wirtschaftliche Entwicklung in Galicien, IGE |        |        |